# Carlo Visconti Borromeo
Carlo Visconti Borromeo (Milano, 1523 – Roma, 12 novembre 1565) è stato un cardinale e vescovo cattolico italiano.

## Biografia
Già protonotario apostolico, il 5 dicembre 1561 fu nominato vescovo di Ventimiglia.
Il 12 marzo 1565 fu creato cardinale da papa Pio IV; il 6 luglio dello stesso anno fu nominato vescovo di Montefeltro.
Morì a Roma pochi mesi dopo, il 12 novembre 1565, all'età di 42 anni.

## Ascendenza
|                                                  |   |                                     | Genitori                                 |  |  | Nonni |  |  | Bisnonni                                         |  |  | Trisnonni                                 |  |
|                                                  |   |                                     |                                          |  |  |       |  |  | Filippo Maria Visconti, III signore di Albizzate |  |  | Gaspare Visconti, II signore di Albizzate |  |
|                                                  |   |                                     |                                          |  |  |       |  |  | Filippo Maria Visconti, III signore di Albizzate |  |  | Gaspare Visconti, II signore di Albizzate |  |
|                                                  |   | Maria Agnese Besozzi                |                                          |  |  |       |  |  | Filippo Maria Visconti, III signore di Albizzate |  |  |                                           |  |
| Giovanni Maria Visconti, IV signore di Albizzate |   |                                     |                                          |  |  |       |  |  | Filippo Maria Visconti, III signore di Albizzate |  |  |                                           |  |
|                                                  |   | Marzia del Carretto                 | …                                        |  |  |       |  |  |                                                  |  |  |                                           |  |
|                                                  |   | Marzia del Carretto                 | …                                        |  |  |       |  |  |                                                  |  |  |                                           |  |
|                                                  |   | Marzia del Carretto                 | …                                        |  |  |       |  |  |                                                  |  |  |                                           |  |
| Cesare Visconti Borromeo                         |   | Marzia del Carretto                 |                                          |  |  |       |  |  |                                                  |  |  |                                           |  |
|                                                  |   | Filippo Borromeo, II conte di Arona | Vitaliano I Borromeo, I conte di Arona   |  |  |       |  |  |                                                  |  |  |                                           |  |
|                                                  |   | Filippo Borromeo, II conte di Arona | Vitaliano I Borromeo, I conte di Arona   |  |  |       |  |  |                                                  |  |  |                                           |  |
|                                                  |   | Filippo Borromeo, II conte di Arona | Ambrosina Fagnani                        |  |  |       |  |  |                                                  |  |  |                                           |  |
| Giustina Borromeo                                |   | Filippo Borromeo, II conte di Arona |                                          |  |  |       |  |  |                                                  |  |  |                                           |  |
|                                                  |   | Francesca Visconti di Cicognola     | Lancillotto Visconti, conte di Cicognola |  |  |       |  |  |                                                  |  |  |                                           |  |
|                                                  |   | Francesca Visconti di Cicognola     | Lancillotto Visconti, conte di Cicognola |  |  |       |  |  |                                                  |  |  |                                           |  |
|                                                  |   | Francesca Visconti di Cicognola     | Isabella Visconti di Jerago              |  |  |       |  |  |                                                  |  |  |                                           |  |
| Carlo Visconti Borromeo                          |   | Francesca Visconti di Cicognola     |                                          |  |  |       |  |  |                                                  |  |  |                                           |  |
|                                                  | … | …                                   |                                          |  |  |       |  |  |                                                  |  |  |                                           |  |
|                                                  | … | …                                   |                                          |  |  |       |  |  |                                                  |  |  |                                           |  |
|                                                  | … | …                                   |                                          |  |  |       |  |  |                                                  |  |  |                                           |  |
| …                                                | … |                                     |                                          |  |  |       |  |  |                                                  |  |  |                                           |  |
|                                                  |   | …                                   | …                                        |  |  |       |  |  |                                                  |  |  |                                           |  |
|                                                  |   | …                                   | …                                        |  |  |       |  |  |                                                  |  |  |                                           |  |
|                                                  |   | …                                   | …                                        |  |  |       |  |  |                                                  |  |  |                                           |  |
| Margherita del Conte                             |   | …                                   |                                          |  |  |       |  |  |                                                  |  |  |                                           |  |
|                                                  |   | …                                   | …                                        |  |  |       |  |  |                                                  |  |  |                                           |  |
|                                                  |   | …                                   | …                                        |  |  |       |  |  |                                                  |  |  |                                           |  |
|                                                  |   | …                                   | …                                        |  |  |       |  |  |                                                  |  |  |                                           |  |
| …                                                |   | …                                   |                                          |  |  |       |  |  |                                                  |  |  |                                           |  |
|                                                  |   | …                                   | …                                        |  |  |       |  |  |                                                  |  |  |                                           |  |
|                                                  |   | …                                   | …                                        |  |  |       |  |  |                                                  |  |  |                                           |  |
|                                                  |   | …                                   | …                                        |  |  |       |  |  |                                                  |  |  |                                           |  |
|                                                  |   | …                                   |                                          |  |  |       |  |  |                                                  |  |  |                                           |  |